# 法学委員会
法学委員会（ほうがくいいんかい）は、創価学会員の司法試験合格者で弁護士資格の所持者が所属している職業別の人材グループである。

## 概要
創価学会「法学委員会」は、創価学会員で司法試験合格者で弁護士資格の所持者により構成されており、創価学会の理念や歴史を学び、それらを地域や社会に広げるために法律の専門家として活動をしている。